# Vereniging van vrouwen met hogere opleiding VVAO
De VVAO is een Nederlandse vereniging van hoogopgeleide vrouwen, die de maatschappelijke en sociale belangen van deze vrouwen wil behartigen.

## Vroege geschiedenis
Omstreeks 1900 waren er zeer weinig aan een universiteit afgestudeerde vrouwen, maar in het eerste decennium van de twintigste eeuw nam dit toe tot een paar honderd. In 1913 vond een aantal van deze vrouwen elkaar bij de vormgeving van het onderdeel Hoger onderwijs van de tentoonstelling "De Vrouw 1813-1913". Dit groepje vormde de bakermat van de op 12 mei 1918 in 's-Gravenhage opgerichte 'Vereeniging van Gestudeerde Vrouwen', die later de 'Vereniging van Vrouwen met een Academische Opleiding' (VVAO) ging heten. M.E. Jonker-Westerveld was de eerste presidente, in 1923 opgevolgd door dr. Stella Simons, die meer dan 60 jaar nauw betrokken was bij de VVAO.
Aanvankelijk waren er twee doelen:
1. de band tussen de aan de academie opgeleide vrouwen in binnen- en buitenland te versterken en haar maatschappelijke belangen te behartigen;
2. het geven van raad en voorlichting omtrent de academische studie en de beroepen waartoe deze studiën voorbereiden.

Later kwamen daar bij:
1. het bestuderen van vraagstukken het Hoger onderwijs betreffende;
2. het versterken van het maatschappelijk verantwoordelijkheidsbesef van de leden.

Vanaf 1927 was er een mededelingenblad, het latere VVAO-magazine. De VVAO was nauw betrokken bij de oprichting van het Internationaal Archief voor de Vrouwenbeweging. Ook trad ze als een van de eerste omstreeks 1922 toe tot de International Federation of University Women (IFUW), ontstaan in 1921 (sinds 2015 Graduate Women International geheten). In 1926 organiseerde de VVAO het tweejaarlijkse IFUW-congres.

## Na de Tweede Wereldoorlog
Na tussen 1942 en 1945 te zijn ontbonden, startte de VVAO in 1945 met nieuw elan. De nieuwe voorzitter zette op de eerste vergadering in 1945 de toon: 
Wij zijn te precies, te bescheiden en dikwijls ook geestelijk lui. Wij durven ons zelden te uiten over een onderwerp, dat wij niet geheel beheersen. Wij zijn geneigd te denken, dat de mannen het allemaal zoveel beter weten. Toch zullen wij deze schroom moeten overwinnen. Wij zullen bereid moeten zijn de volle verantwoordelijkheid mede te dragen.
De vereniging was betrokken bij de organisatie van de tentoonstelling "De Nederlandse Vrouw 1898-1948" en bracht het boekje ‘Aletta en later’ uit over de studieverwachtingen en resultaten van drie generaties gestudeerde vrouwen. Ook werd wetenschappelijk onderzoek gestimuleerd naar verantwoorde voorzieningen op het gebied van kinderdagverblijven en speelzalen.
Omdat sinds 1988 vrouwen met een niet-universitaire hogere opleiding lid konden worden van de VVAO, werd de naam in 1996 veranderd in 'Nederlandse Vereniging van Vrouwen met Hogere Opleiding (VVAO)'. 
In de loop van de decennia zijn er steeds discussies geweest over het bestaansrecht en de koers van de vereniging. Ook in de 21ste eeuw zet de VVAO zich in voor vrouwen in het onderwijs en op de arbeidsmarkt, voor studie- en beroepsvoorlichting voor meisjes, overheidsmaatregelen voor werkende vrouwen en beter georganiseerde kinderopvang.

## 21ste eeuw
De VVAO beoogt een inspirerend, zakelijk en persoonlijk netwerk te zijn voor hoger opgeleide, ambitieuze en sociaal betrokken vrouwen. De VVAO zet zich in voor de positieverbetering van vrouwen en werkt aan hun empowerment (zowel nationaal als internationaal). Ze doet dit door vrouwen te steunen en stimuleren hun talenten te ontplooien en door bij te dragen aan het publieke debat.
Empowerment
Het kerndoel van de vereniging is bevorderen van emancipatie door bij te dragen aan empowerment en economische positieontwikkeling van hoogopgeleide vrouwen. De VVAO huldigt het standpunt van ‘noblesse oblige’; zij wil als vereniging van vrouwen die de kans hebben gehad zichzelf te ontwikkelen, haar verantwoordelijkheid nemen om andere (hoogopgeleide) vrouwen te ondersteunen.
Het onderscheidende kenmerk van de VVAO ten opzichte van andere vrouwenverenigingen in Nederland maar ook wereldwijd, is drieërlei.
1. Haar leden zijn hoogopgeleid (voltooide studie aan een hogeschool of universiteit).
2. Zij wil in het bijzonder de belangen van hoogopgeleide vrouwen behartigen.
3. Zij wil vooral via de weg van educatie, kennisontwikkeling, kennis delen en meningsvorming, empowerment en (positie)verbetering van (hoogopgeleide) vrouwen bereiken.
Economische Positieontwikkeling
De VVAO zet zich in voor groepen vrouwen die steun en aandacht kunnen gebruiken. De komende jaren ligt daarbij de focus op de volgende drie doelgroepen:
1. Jonge hoogopgeleide vrouwen die onder hun niveau werken;
2. Hoogopgeleide 50-plus vrouwen die niet in staat zijn op de arbeidsmarkt actief te zijn;
3. Hoogopgeleide vrouwen van niet Nederlandse komaf die hun plaats op onze arbeidsmarkt willen vinden en niet het juiste netwerk hebben daarvoor.  
De vereniging heeft anno 2018 een kleine 4.000 leden,verspreid over 32 afdelingen.

## 100-jarig bestaan
In 2018 is het 100-jarig bestaan van de VVAO gevierd. Het door Alies Pegtel geschreven lustrumboek "Buitengewone vrouwen" omvat 100 jaar vrouwengeschiedenis aan de hand van enkele thema's en  de levensloop van een aantal vrouwen die lid waren van de VVAO. onder wie Aletta Jacobs, Marie Anne Tellegen, Marga Klompé en Angela Maas.